# Ronssoy Communal Cemetery
Ronssoy Communal Cemetery is een begraafplaats gelegen in de Franse plaats Ronssoy (Somme). De militaire graven worden onderhouden door de Commonwealth War Graves Commission.
De begraafplaats telt 38 geïdentificeerde Gemenebest graven uit de Eerste Wereldoorlog.